# 숀 해리스
숀 해리스(Sean Harris, 1966년 ~ )는 잉글랜드의 배우이다.

## 출연 작품

### 영화
- 해리 브라운 - 스트래치 역
- 론리 플레이스 투 다이 - 미스터 키드 역
- 프로메테우스 - 파이필드 역
- 사우스클리프
- 인보카머스 - 산티노 역
- 미션 임파서블: 로그네이션 - 레인 역
- 맥베스 - 맥더프 역
- 우리를 침범하는 것들 - 고든 역
- 미션 임파서블: 폴아웃 - 솔로몬 레인 역
- 포썸: 죽음을 부르는 기억 - 필립 역
- 더 킹: 헨리 5세 - 윌리엄 개스코인 역
- 더 배니싱 - 해리 프라이스 역

### 드라마
- 보르지아 1 (미국 Showtime) - 미켈레토 역
- 보르지아 2 (미국 Showtime)
- 보르지아 3 (미국 Showtime)
- 자메이카 여인숙 (영국 BBC one)